# معركة كيب أسبرانس
معركة كيب أسبرانس (بالإنجليزية: Battle of Cape Esperance)، والمعروفة أيضًا باسم معركة جزيرة سافو الثانية وفي المصادر يابانية، تعرف باسم معركة جزيرة سافو البحرية ( サ ボ 島 沖 海 戦)، وقعّت في 11-12 أكتوبر، 1942 خلال حملة المحيط الهادئ في الحرب العالمية الثانية بين البحرية الإمبراطورية اليابانية والبحرية الأمريكية للولايات المتحدة. كانت معركة بحرية هي الثانية من أربعة نزاعات سطح كبرى خلال حملة جوادالكانال وقعت في مدخل المضيق بين جزيرة سافو وجوادالكانال في جزر سليمان. كيب أسبرانس هي نقطة في أقصى الشمال على القنال، وأخذت المعركة اسمها من هذه النقطة.في ليلة 11 أكتوبر، أرسلت القوات البحرية اليابانية في جزر سليمان منطقة تحت قيادة نائب الاميرال غونيتشي ميكاوا -أرسلت قافلة إمدادات وتعزيزات كبرى للقوات على القنال. تتألف القافلة من اثنين حاملة طائرة مائية وستة من المدمرةات بقيادة الاميرال تاكاتسوجو جوجيما. في نفس الوقت، ولكن في عملية منفصلة، أرسلت ثلاثة طرادات ثقيلة ومدمرتين، تحت قيادة الاميرال لآريتومو غوتو - كان عليهم تنفذ قصف مطار الحلفاء على القنال (وتسمى ميدان هندرسون من قبل الحلفاء) بهدف تدمير طائرات الحلفاء ومرافق المطار.
قبيل منتصف الليل في 11 تشرين الأول، فإن قوة أمريكية من أربعة طرادات وخمسة مدمرات تحت قيادة اللواء نورمان سكوت - اعترضت قوة غوتو لدى اقترابها من جزيرة سافو بالقرب من القنال. حيث أخذوا اليابانيين على حين غرة، أغرقت سفن سكوت الحربية أحد طرادات غوتو وانتقل سكوت بواحدة من مدمراته، حيث أحدث دمارا كبيرا بالطراد الآخر، وأصيب غوتو بجروح قاتلة، وأجبرت بقية السفن الحربية اليابانية إلى التخلي عن مهمة القصف والتراجع. خلال تبادل لإطلاق النار، وقد غرقت واحدة من مدمرات سكوت وطراد ومدمرة واحدة أخرى تضررت بشكل كبير.
في غضون ذلك، انتهت قافلة إمدادات يابانية بنجاح من التفريغ في وادي القنال وبدأت رحلة العودة من دون أن تكتشف من قوة سكوت. في وقت لاحق من صباح يوم 12 أكتوبر تحولت أربع مدمرات يابانية من قافلة إمدادات إلى مساعدة قوة غوتو المنسحبة، والسفن الحربية التالفة. الهجمات الجوية التي تشنها طائرات أمريكية من ميدان هندرسون أغرقت اثنتين من هذه المدمرات في وقت لاحق من ذلك اليوم.
كما هو الحال مع النزاعات البحرية السابقة حول القنال، كانت النتيجة الإستراتيجية غير منطقية لأنه لا اليابانيين ولا القوات البحرية التابعة للولايات المتحدة الأمريكية أمكنها تأمين السيطرة على العمليات في المياه المحيطة بالقنال نتيجة لهذا الإجراء. ومع ذلك، قدمت معركة كيب الترجي دفعة معنوية هامة للبحرية الأمريكية بعد كارثة جزيرة سافو.

## الخلفيات
في 7 أغسطس 1942 قوات الحلفاء (أغلبها قوات أمريكية) رست بقواتها على القنال، تولاغى، وجزر فلوريدا في جزر سليمان. كان الهدف هو حرمان اليابانيين من استخدام الجزر كقواعد لتهديد طرق الإمداد بين الولايات المتحدة وأستراليا، وجعلهانقاط انطلاق آمنة للحملة التي تهدف لعزل القاعدة اليابانية الكبرى في رابول بينما تدعم أيضا الحلفاء حملة غينيا الجديدة. في حملة غوادالكانال التي ستستمر لستة أشهر.
أخذ اليابانيين على حين غرة، بحلول الليل يوم 8 أغسطس، وقوات الحلفاء، التي تتألف أساسا من قوات المارينز للولايات المتحدة، وكان تأمين تولاجى والجزر الصغيرة القريبة، فضلا عن مطار قيد الإنشاء في لونغا نقطة على القنال (تم الانتهاء منه في وقت لاحق ويدعى مطار ميدان هندرسون). طائرات الحلفاء التي تعمل انطلاقا من هندرسون أصبحت تعرف باسم «سلاح الجو الصبار» (CAF) بعد الاسم الرمزى للحلفاء.
وردا على ذلك عينت القيادة العامة الإمبراطورية اليابانية الجيش الإمبراطوري الياباني جيش واحد سلاح 17 - تشكيل الحجم مقره في رابول تحت اللفتنانت جنرال هاروكيشي هاياكوتاك - مع مهمة استعادة السيطرة على القنال. في 19 آب، بدأت مختلف وحدات الجيش 17 لتصل إلى الجزيرة.
بسبب التهديد من قبل الطائرات CAF، كانت القيادة اليابانية غير قادرة على استخدام سفن نقل بطيئة كبيرة لتوفير دعم القوات وإمداداتها إلى الجزيرة، وكانت تستخدم السفن الحربية بدلا من ذلك. هذه السفن بصورة رئيسية طرادات خفيفة أو المدمرةات التي كانت عادة قادرة على جعل الذهاب والإياب أسفل «الفتحة» إلى جوادالكانال مرة أخرى في ليلة واحدة، وبالتالي تقليل تعرضهم لهجمات CAF. تقديم القوات بهذه الطريقة، مع ذلك، منع معظم المعدات واللوازم الثقيلة مثل المدفعية الثقيلة والمركبات، والكثير من المواد الغذائية والذخيرة، من أن يتم تسليمها. بالإضافة إلى أنها استخدمت المدمرات أن هناك حاجة ماسة لقافلة النقل التجارى. هذه الأشواط عالية السرعة وقعت في جميع أنحاء الحملة وكانت تسمى فيما بعد «طوكيو اكسبرس» من قبل الحلفاء و«نقل الجرذان» من قبل اليابانيين.

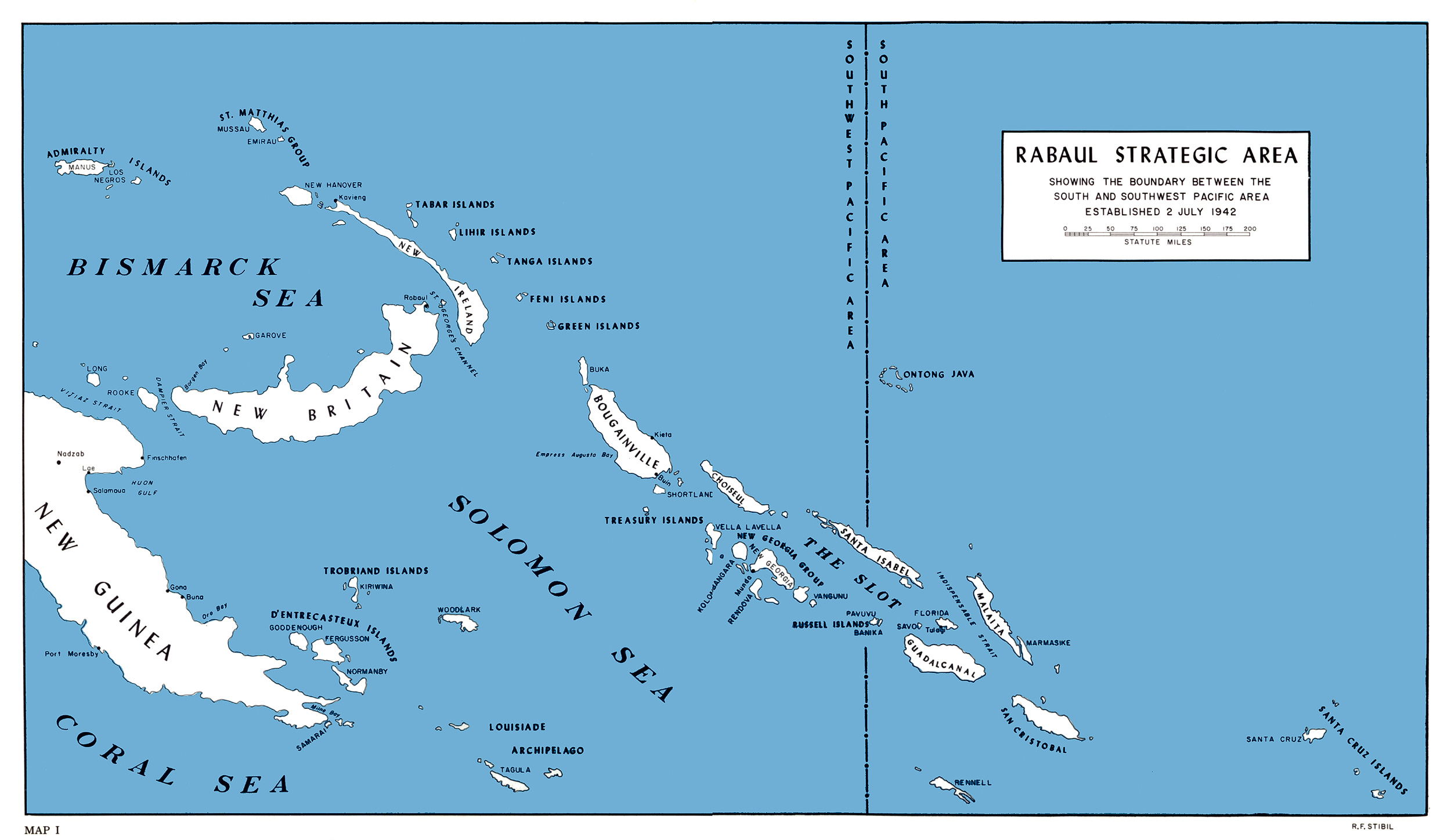
The Solomon Islands area in the south Pacific. The Japanese base at Rabaul is at the upper left. Guadalcanal (lower right) lies at the southeastern end of "The Slot", the route utilized by Japanese "Tokyo Express" missions.

نظرا للتركيز المكثف من سفن السطح القتالية اليابانية وقاعدتهم التي هي في وضع لوجستي جيد في ميناء سيمبسون، فإن رابول، وانتصارهم في معركة جزيرة سافو في أوائل أغسطس، فإن اليابانيون كانوا قد أنشأوا إمكانية السيطرة التشغيلية على المياه المحيطة بالقنال في الليل. ومع ذلك، فإن أي سفينة يابانية متبقية وكانت ضمن المجال للطائرات الأمريكية في مجال هندرسون، خلال ساعات النهار عن 200 ميل (170 nmi؛ 320 كـم)— كانت في خطر اللإصابة ضمن الهجوم الجوي. وكان هذا الوضع قد استمر لشهري أغسطس وسبتمبر 1942.ونظرا وجود قوة مهمة للاميرال سكوت في كيب الترجي يمثل أول محاولة كبرى للبحرية الأمريكية لانتزاع السيطرة الليلية على العمليات من المياه المحيطة بالقنال بعيدا عن التهديد الياباني. .